# Iredaleoconcha caporaphe
Iredaleoconcha caporaphe је пуж из реда Stylommatophora.

## Угроженост
Ова врста се сматра рањивом у погледу угрожености врсте од изумирања.

## Распрострањење
Ареал врсте је ограничен на острво Норфолк.